# Commune fusionnée Kirchheimbolanden
La commune fusionnée Kirchheimbolanden est une municipalité allemande située dans le land de Rhénanie-Palatinat et l'arrondissement du Mont-Tonnerre.